# Capparis richardii
Capparis richardii là một loài thực vật có hoa trong họ Capparaceae. Loài này được Baill. mô tả khoa học đầu tiên năm 1885.